# カルロ・ピアナ
カルロ・ピアナ（Carlo Piana、1968年9月25日 - ）は弁護士であり、自由ソフトウェア運動の支援者でもある。
イタリアで弁護士資格を得たのち、1995年よりIT法に関する業務を行っている。彼の業務内容は、ソフトウェア、技術、標準化、データ保護そしてデジタル的自由に関するものに概ね集中し、またFree Software Foundation Europe ("FSFE")の法務顧問（General Counsel）として外部より招聘されその職務についている。
ピアナはヨーロッパにおける基礎となる幾つかの訴訟に関与しており、その中には次が含まれる。彼がFSFEとSamba開発チーム両者の法的代理人として関わった、欧州委員会とマイクロソフトの反トラストを巡る長期に渡る法廷闘争、ISO/IECにおけるOOXMLの標準化についての議論、そしてつい最近は、サン買収企図に係り、オラクル側の弁護士に就任した件である。
ピアナはInternational Free and Open Source Software Law Review（"IFOSS L. rev."）の編集委員であり、Protocol Freedom Information Foundationの代表取締役を務める。
2008年、彼はArrayという名前のIT法弁護士の小規模な集団を結成しそのリーダーを務め、フリーランスでのIT法に関する弁護士活動を打ち立てている。